# 大師駅前
大師駅前（だいしえきまえ）は、神奈川県川崎市川崎区の地名。現行行政地名は大師駅前1丁目から大師駅前2丁目。住居表示実施済み区域。

## 地理
川崎区の北部に位置し、北東に中瀬・大師本町、南東に大師町・川中島、南西に伊勢町、北西に港町・鈴木町と接している。

## 歴史

### 沿革
- 1936年（昭和11年）3月 - 耕地整理により、川中島字川中島耕地、大師河原字西耕地から大師中町と大師西町を新設。
- 1965年（昭和40年）7月1日 - 土地区画整理事業に伴う換地処分と、住居表示の実施に伴い、大師中町と大師西町の一部（川崎大師駅周辺）から、大師駅前1丁目を新設[6][7][8]。
- 1972年（昭和47年）4月1日 - 川崎市が政令指定都市の制定に伴い、川崎区が新設。川崎市川崎区大師駅前1丁目となる。
- 1972年（昭和47年）8月1日 - 住居表示の実施に伴い、大師西町の残部から大師駅前2丁目を新設[5][9][7]。

## 世帯数と人口
2025年（令和7年）6月30日現在（川崎市発表）の世帯数と人口は以下の通りである。
| 丁目          | 世帯数    | 人口    |
| ------------- | --------- | ------- |
| 大師駅前1丁目 | 1,528世帯 | 2,257人 |
| 大師駅前2丁目 | 1,548世帯 | 3,310人 |
| 計            | 3,076世帯 | 5,567人 |

### 人口の変遷
国勢調査による人口の推移。
| 年                 | 人口  |
| ------------------ | ----- |
| 1995年（平成7年）  | 3,024 |
| 2000年（平成12年） | 2,867 |
| 2005年（平成17年） | 2,889 |
| 2010年（平成22年） | 2,962 |
| 2015年（平成27年） | 3,461 |
| 2020年（令和2年）  | 5,501 |

### 世帯数の変遷
国勢調査による世帯数の推移。
| 年                 | 世帯数 |
| ------------------ | ------ |
| 1995年（平成7年）  | 1,347  |
| 2000年（平成12年） | 1,337  |
| 2005年（平成17年） | 1,419  |
| 2010年（平成22年） | 1,553  |
| 2015年（平成27年） | 1,793  |
| 2020年（令和2年）  | 2,945  |

## 学区
市立小・中学校に通う場合、学区は以下の通りとなる（2025年1月時点）。
| 丁目          | 番・番地等 | 小学校               | 中学校               |
| ------------- | ---------- | -------------------- | -------------------- |
| 大師駅前1丁目 | 全域       | 川崎市立川中島小学校 | 川崎市立川中島中学校 |
| 大師駅前2丁目 | 全域       | 川崎市立川中島小学校 | 川崎市立川中島中学校 |

## 事業所
2021年（令和3年）現在の経済センサス調査による事業所数と従業員数は以下の通りである。
| 丁目          | 事業所数  | 従業員数 |
| ------------- | --------- | -------- |
| 大師駅前1丁目 | 101事業所 | 876人    |
| 大師駅前2丁目 | 21事業所  | 355人    |
| 計            | 122事業所 | 1,231人  |

### 事業者数の変遷
経済センサスによる事業所数の推移。
| 年                 | 事業者数 |
| ------------------ | -------- |
| 2016年（平成28年） | 138      |
| 2021年（令和3年）  | 122      |

### 従業員数の変遷
経済センサスによる従業員数の推移。
| 年                 | 従業員数 |
| ------------------ | -------- |
| 2016年（平成28年） | 1,158    |
| 2021年（令和3年）  | 1,231    |

## 交通

### 鉄道
- 京浜急行電鉄大師線
  - 川崎大師駅

## 施設
- 川崎市立川崎図書館 大師分館

## その他

### 日本郵便
- 郵便番号 : 210-0802[3]（集配局 : 川崎港郵便局[20]）

### 警察
町内の警察の管轄区域は以下の通りである。
| 丁目          | 番・番地等 | 警察署     | 交番・駐在所 |
| ------------- | ---------- | ---------- | ------------ |
| 大師駅前1丁目 | 全域       | 川崎警察署 | 大師駅前交番 |
| 大師駅前2丁目 | 全域       | 川崎警察署 | 大師駅前交番 |